# Ligne 62 du tramway de Bruxelles
Pour les articles homonymes, voir Ligne 62.
Ne doit pas être confondu avec Ligne 62 du tramway de Bruxelles (1968-1987).
La ligne 62 du tramway de Bruxelles est une ligne de tramway de la STIB qui a été inaugurée le 1er septembre 2011. À sa création, cette ligne reliait la place des Bienfaiteurs à Schaerbeek au parc scientifique Da Vinci à Evere en passant par l'avenue Rogier, la place Meiser et le boulevard Léopold III. Le 10 mars 2014, elle est prolongée de Bienfaiteurs au Cimetière de Jette. Depuis le 6 juillet 2024, après une nouvelle extension, elle relie le Heysel à Eurocontrol à Haren. Un prolongement de la ligne vers l'aéroport de Bruxelles est prévu pour 2031.

## Histoire

### Création
La nouvelle ligne 62 du tramway de Bruxelles a été mise en service le 1er septembre 2011, afin notamment d'alléger les embouteillages de la place Meiser.

#### Choix du numéro 62
La STIB avait prévu à l'origine d'attribuer à cette ligne le numéro 26, par référence aux trams 23, 24 et 25 qui passaient tous par la place Meiser où le 62 passe également maintenant. Mais cela aurait entraîné une confusion avec la ligne de train n°26 qui traverse les mêmes quartiers (Station Meiser, Station Bordet).
Dès lors, le numéro a été inversé en 62. De toutes façons, avant que la ligne 62 soit mise en service (septembre 2011), les numéros 23 et 24 ont été remplacés (en mars 2011) par le numéro 7, ce qui a réduit l'intérêt du numéro 26.

#### Section entre Bordet Station et Léopold III
Avant l'inauguration de la ligne 62, la section entre Bordet Station et Léopold III était déjà en service, mais sans voyageurs, comme liaison avec le dépôt de Haren proche de Bordet Station par des trams 7 et 25 en début ou fin de service.

### Extension de la ligne

#### Prolongement Nord-Est
Après avoir été prolongée une première fois de Da Vinci jusqu'à Eurocontrol à Haren, il est prévu que la ligne 62 rejoigne l'aéroport de Bruxelles. Le 20 janvier 2021, l'organisme flamand chargé des grands projets de mobilité, De Werkvennootschap, annonce le lancement du Luchthaventram (littéralement : le « tramway de l'aéroport » en néerlandais) à l'horizon 2026. De Werkvennootschap se chargera de construire une nouvelle ligne en territoire flamand, depuis l'arrêt Eurocontrol à Haren jusqu'au terminal de l'aéroport de Bruxelles-National, à Zaventem. Six nouveaux arrêts sont prévus : Hermes, Grens, Culligan, Da Vinci, Technics et Aéroport. 
Il est initialement annoncé que la société de transport public flamande De Lijn exploiterait la ligne : les rames circuleront entre l'aéroport et la gare de Bruxelles-Nord en empruntant le réseau de la STIB. Toutefois, le lendemain, la STIB annonce qu'elle exploitera elle-même cette ligne, qui sera un prolongement de la ligne 62.
En janvier 2023, le permis pour la partie flamande de l'infrastructure de l'extension vers l'aéroport est déposé. Le début des travaux est envisagé en 2025, pour une mise en fonction de l'extension en 2028. En mars 2025, l'agence flamande en charge des travaux, De Werkvennootschap, confirme vouloir commencer les travaux avant 2026, et prévoit de les terminer en 2031.

#### Prolongement Nord-Ouest
Le 6 juillet 2024, le terminus du Cimetière de Jette est supprimé et la ligne est prolongée jusqu'à Heysel. La Stib étudie également des alternatives et, fin 2023 annonce envisager de rediriger le terminus de la ligne vers l'hôpital Brugmann, pour profiter du réaménagement de la place Arthur Van Gehuchten.

## Tracé et stations
La ligne 62 part de la station Heysel, desservie par la ligne 6 du métro pour arriver à la place Saint Lambert où se situe l'arrêt du même nom : point de correspondance avec la ligne 19. Puis les trams descendent l'avenue Jean Sobieski, et croisent une nouvelle fois la ligne de métro 6 à Stuyvenbergh. Ensuite, ils continuent sur le boulevard de Smet de Nayer où ils sont rejoints par les trams de les lignes 51 et 93, au niveau de la station Guillaume de Greef. Ils desservent le cimetière Jette, en correspondance avec la ligne 93 puis les lignes de trams prennent ensuite les rues Jules Lahaye, Steyls et Fransman, qui les mèneront à la station de la ligne de Métro 6 de Bockstael. Ensuite, ils prennent la rue Stéphanie puis l'avenue de la Reine qui leur permettent de passer sur le pont du bassin « Vergote Dok ». Ils rejoignent la ligne 3 au niveau du square Jules de Trooz puis descendent toujours sur la même avenue et arrivent au grand carrefour ferroviaire où se situe la station Thomas. Puis, ils se séparent des trams de la ligne 3 pour la desserte de la station Liedts, située sur la place du même nom, après avoir emprunté l'avenue de la Reine. Ensuite, ils convergent vers le sud, se séparent de la ligne 55 pour desservir Lefrancq puis se sépare de la ligne 93. Prend l'avenue Rogier, jusqu'à la place Général Meiser puis se sépare de la ligne 25 pour rejoindre la ligne 7 jusque Léopold III. Puis les trams longent le boulevard Léopold III afin de desservir les quartiers d'affaires ainsi que le Shopping d'Evere, à Da Vinci le 62 rejoint son terminus (en soirée) en correspondance avec la ligne 55 puis continue jusqu’à Eurocontrol (en journée)

### Les stations
|  |   |  | Stations             | Lat/Long                    | Communes                 | Correspondances                                           |
|  | - |  | -------------------- | --------------------------- | ------------------------ | --------------------------------------------------------- |
|  | ● |  | Heysel               | 50° 53′ 48″ N, 4° 20′ 16″ E | Laeken (Bruxelles-ville) | (M) · (6) · (T) · (7) · (B) · (83) · (N18)                |
|  | ○ |  | Saint-Lambert        | 50° 53′ 26″ N, 4° 20′ 43″ E | Laeken (Bruxelles-ville) | (T) · (7) · (19)                                          |
|  | ○ |  | Stuyvenbergh         | 50° 53′ 11″ N, 4° 20′ 32″ E | Laeken (Bruxelles-ville) | (M) · (6) · (T) · (19) · (B) · (N18)                      |
|  | ○ |  | Ernest Salu          | 50° 53′ 04″ N, 4° 20′ 19″ E | Laeken (Bruxelles-ville) | (T) · (19)                                                |
|  | ○ |  | Guillaume de Greef   | 50° 52′ 57″ N, 4° 20′ 08″ E | Jette                    | (T) · (19) · (51) · (93) · (B) · (88)                     |
|  | ○ |  | Cimetière de Jette   | 50° 52′ 46″ N, 4° 20′ 03″ E | Jette                    | (T) · (19) · (51) · (93) · (B) · (88)                     |
|  | ○ |  | Foyer Jettois        | 50° 52′ 44″ N, 4° 20′ 18″ E | Jette                    | (T) · (93)                                                |
|  | ○ |  | Jacobs Fontaine      | 50° 52′ 44″ N, 4° 20′ 34″ E | Laeken (Bruxelles-ville) | (T) · (93) · (B) · (88)                                   |
|  | ○ |  | Bockstael            | 50° 52′ 41″ N, 4° 20′ 52″ E | Laeken (Bruxelles-ville) | (M) · (6) · (T) · (93) · (B) · (53) · (86) · (88) · (N18) |
|  | ○ |  | Moorslede            | 50° 52′ 39″ N, 4° 21′ 03″ E | Laeken (Bruxelles-ville) | (T) · (93)                                                |
|  | ○ |  | Princesse Clémentine | 50° 52′ 37″ N, 4° 21′ 16″ E | Laeken (Bruxelles-ville) | (T) · (93)                                                |
|  | ○ |  | Marie-Christine      | 50° 52′ 26″ N, 4° 21′ 34″ E | Laeken (Bruxelles-ville) | (T) · (93)                                                |
|  | ○ |  | Jules de Trooz       | 50° 52′ 19″ N, 4° 21′ 39″ E | Bruxelles-ville          | (T) · (10) · (93)                                         |
|  | ○ |  | Masui                | 50° 52′ 09″ N, 4° 21′ 45″ E | Schaerbeek               | (T) · (10) · (93) · (B) · (58) · (N18)                    |
|  | ○ |  | Liedts               | 50° 51′ 55″ N, 4° 22′ 04″ E | Schaerbeek               | (T) · (25) · (55) · (93)                                  |
|  | ○ |  | Lefrancq             | 50° 51′ 41″ N, 4° 22′ 04″ E | Schaerbeek               | (T) · (25) · (93)                                         |
|  | ○ |  | Robiano              | 50° 51′ 38″ N, 4° 22′ 16″ E | Schaerbeek               | (T) · (25) · (92) · (B) · (65) · (66) · (N04)             |
|  | ○ |  | Coteaux              | 50° 51′ 34″ N, 4° 22′ 39″ E | Schaerbeek               | (T) · (25) · (B) · (56) · (59) · (65) · (66) · (N04)      |
|  | ○ |  | Bienfaiteurs         | 50° 51′ 29″ N, 4° 23′ 03″ E | Schaerbeek               | 35                                                        |
|  | ○ |  | Patrie               | 50° 51′ 23″ N, 4° 23′ 28″ E | Schaerbeek               | 35                                                        |
|  | ○ |  | Meiser               | 50° 51′ 18″ N, 4° 23′ 54″ E | Schaerbeek               | 35                                                        |
|  | ○ |  | Léopold III          | 50° 51′ 28″ N, 4° 23′ 50″ E | Schaerbeek               | 35                                                        |
|  | ○ |  | Pentathlon           | 50° 51′ 38″ N, 4° 24′ 06″ E | Evere                    |                                                           |
|  | ○ |  | Evere Shopping       | 50° 52′ 02″ N, 4° 24′ 10″ E | Evere                    | (B) · (21) · (66)                                         |
|  | ○ |  | Lekaerts             | 50° 52′ 19″ N, 4° 24′ 24″ E | Evere                    | (B) · (21) · (45) · (65)                                  |
|  | ○ |  | Da Vinci             | 50° 52′ 36″ N, 4° 24′ 43″ E | Evere                    | (T) · (55) · (B) · (12) · (65) · (69) · (80)              |
|  | ○ |  | Fusée                | 50° 52′ 39″ N, 4° 25′ 14″ E | Haren (Bruxelles-ville)  | (B) · (12)                                                |
|  | ○ |  | Bourget              | 50° 52′ 42″ N, 4° 25′ 51″ E | Haren (Bruxelles-ville)  | (B) · (12)                                                |
|  | ● |  | Eurocontrol          | 50° 52′ 47″ N, 4° 26′ 05″ E | Haren (Bruxelles-ville)  |                                                           |

Légende : 
~ N'est pas exploité après 20 heures
+ N'est pas exploité avant 20 heures.

## Exploitation de la ligne

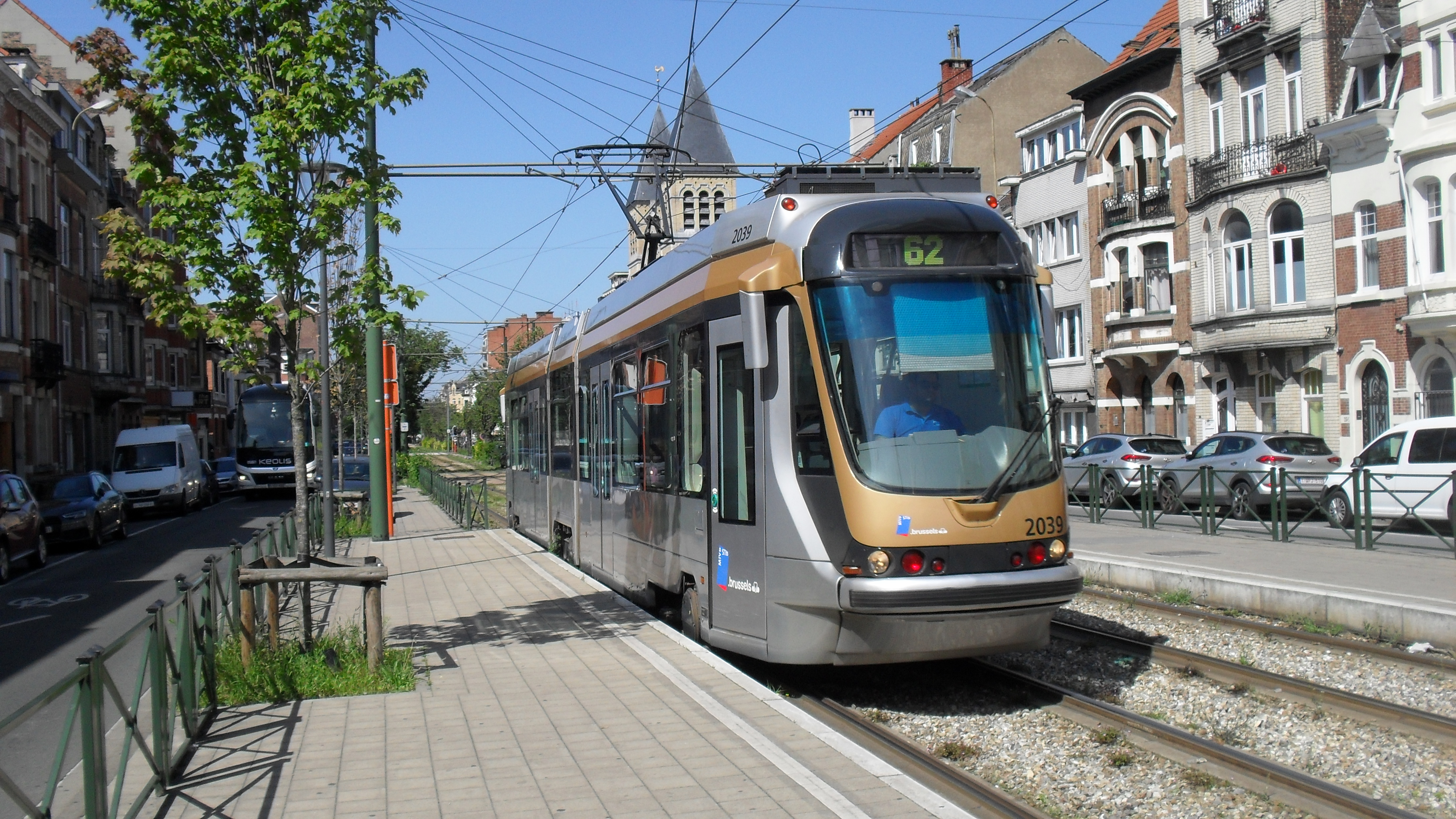
Le T 2039 de la ligne 62 à la station Meiser

La ligne 62 est exploitée par la STIB : elle fonctionne environ entre 5 h 20 et minuit de Heysel à Eurocontrol.
Les tramways rallient Heysel à Eurocontrol en environ 45 minutes.
Depuis son inauguration la ligne de tram 62 fut l'objet de nombreuses plaintes des habitants de l'Avenue Rogier. Le matériel utilisé, les trams T2000, jugé beaucoup trop bruyant par des riverains et entraînerait des vibrations allant jusqu'à endommager des habitations. La STIB a alors décidé d'y faire circuler le matériel plus récent de sa flotte, des trams T3000 plus silencieux et mieux adapté pour le trajet de cette ligne, ce matériel roule entre 5 h 0 et 7 h 0 du matin et entre 20 h 0 et minuit.

### Fréquence
Les temps de parcours sont donnés à titre indicatif à partir du site de la STIB.
- Du lundi au vendredi (hors vacances scolaires) : un tram toutes les 10 minutes en journée et toutes les 15 minutes en soirée.
- Du lundi au vendredi (petites vacances scolaires et grandes vacances) : un tram toutes les 10 minutes en heure de pointe, toutes les 12 minutes en heure creuse et toutes les 15 minutes en soirée.
- Le samedi : un tram toutes les 12 minutes en journée et toutes les 15 minutes en soirée.
- Le dimanche : un tram toutes les 15 minutes.

### Matériel roulant

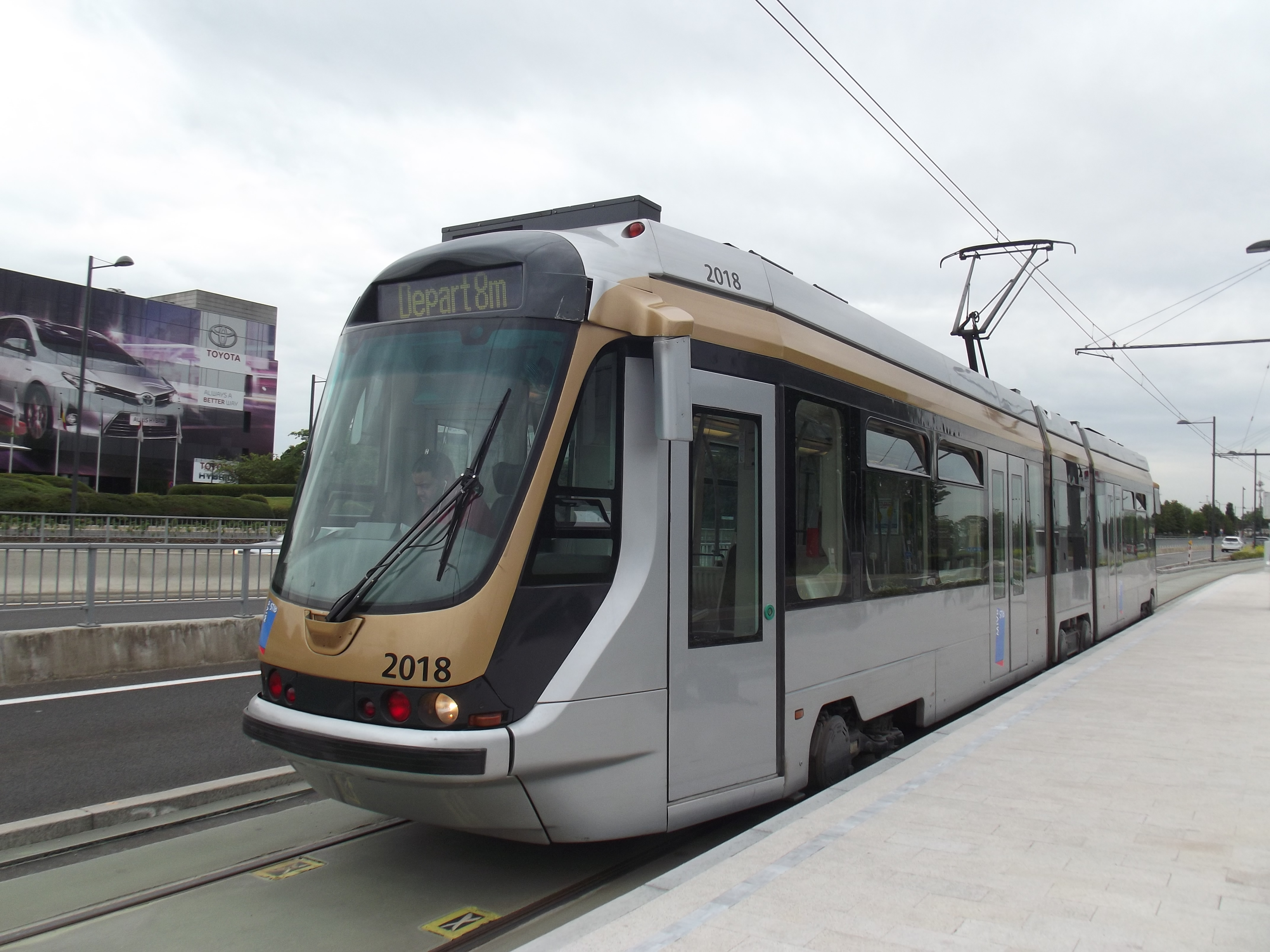
Le T 2018 de la ligne 62 à la station Eurocontrol

La ligne 62 est équipée par des motrices T2000, les premiers trams à plancher bas intégral de la STIB, excepté tôt le matin et le soir où elle est alors exploitée par les T3000 en raison des plaintes des riverains de l'avenue Rogier et de la place Meiser concernant les vibrations engendrées par les trams T2000.

### Tarification et financement
La tarification de la ligne est identique à celles des autres lignes de tramway exploitées par la STIB ainsi que les réseaux urbains bruxellois, l'Opérateur de transport de Wallonie (dit TEC), De Lijn, SNCB et accessible avec les mêmes abonnements sauf pour le bus 12 en provenance de Brussels Airport. Un ticket peut permettre par exemple 1, 5 ou 10 voyages avec possibilité de correspondance.
Le financement du fonctionnement de la ligne, entretien, matériel et charges de personnel, est assuré par la STIB.